# Offerings: A Worship Album
Offerings: A Worship Album es un álbum de adoración de la banda cristiana, Third Day. Fue lanzado al mercado el 11 de julio de 2000 bajo el sello discográfico Essential Records. Incluye nuevas canciones así como grabaciones en vivo de otros materiales previamente lanzados.

## Lista de canciones
| N.º   | Título                                            | Letras                                    | Música                                    | Duración |  |
| 1.    | «King of Glory»                                   | Mac Powell                                | Third Day                                 | 6:20     |  |
| 2.    | «These Thousand Hills» (Cover de Jacob's Trouble) | Steve Atwell/Mark Blackburn/Jerry Davison | Steve Atwell/Mark Blackburn/Jerry Davison | 3:08     |  |
| 3.    | «Your Love Oh Lord» (En vivo)                     | Powell                                    | Third Day                                 | 4:27     |  |
| 4.    | «Agnus Dei/Worthy» (En vivo)                      | Michael W. Smith/Don Moen                 | Michael W. Smith/Don Moen                 | 6:24     |  |
| 5.    | «Saved» (Cover de Bob Dylan)                      | Bob Dylan/Tim Drummond                    | Bob Dylan/Tim Drummond                    | 3:46     |  |
| 6.    | «My Hope Is You» (En vivo)                        | Powell                                    | Third Day                                 | 4:52     |  |
| 7.    | «You're Everywhere»                               | Powell                                    | Third Day                                 | 4:13     |  |
| 8.    | «Thief»                                           | Powell                                    | Mac Powell                                | 4:52     |  |
| 9.    | «Consuming Fire» (En vivo)                        | Powell                                    | Powell                                    | 4:37     |  |
| 10.   | «All the Heavens»                                 | Mark Lee                                  | Third Day                                 | 4:03     |  |
| 11.   | «Love Song» (En vivo)                             | Powell                                    | Powell                                    | 9:49     |  |
| 54:31 |                                                   |                                           |                                           |          |  |

- Datos: Q3283426